# Gnomeo und Julia
Gnomeo und Julia ist ein US-amerikanisch-britischer Computeranimationsfilm aus dem Jahr 2011, der lose auf der Tragödie Romeo und Julia von William Shakespeare aufbaut.

## Handlung
Die miteinander verfeindeten Mrs. Montague und Mr. Capulet bewohnen je einen Teil eines älteren Herrschaftshauses, dessen eine Hälfte in Rot und die andere Hälfte in Blau gehalten ist. Wenn sie ihre Häuserhälften verlassen, erwachen die beiden Gärten und deren jeweilige, natürlich auch verfeindeten roten und blauen Gartenzwerge und anderen Figuren zum Leben.
Bei einem Rasenmäherrennen kämpfen der blaue Gartenzwerg Gnomeo gegen den roten Zwerg Tybalt. Obwohl es während des Rennens so aussieht, als würde Gnomeo gewinnen, gewinnt Tybalt, indem er Gnomeos Rasenmäher zerstört. Als sich Gnomeo später gemeinsam mit seinem besten Freund Benny an den Roten rächen will, indem sie Tybalts Rasenmäher mit Farbe besprühen, löst Benny eine Sicherheitsvorkehrung aus, die dazu führt, dass alle roten Zwerge alarmiert werden und die beiden angreifen. Sie können fliehen und Gnomeo landet in einem fremden Garten. Dort lernt er Graf Zinnoberrots Tochter Julia kennen. Beide versuchen an eine Orchidee zu gelangen, um den Garten zu verschönern. Dabei verlieben sie sich ineinander und während sie jeweils vom anderen die Orchidee nehmen wollen, entdecken sie, dass sie aus verfeindeten Clans stammen.
Als beide jeweils in ihrem Garten sind, erzählt Julia ihrer besten Freundin Nanette von ihrer überraschenden Begegnung. Dann haben Gnomeo und Julia ein geheimes Treffen in einem anderen Garten, wo sie den Gartenflamingo Featherstone kennenlernen, der sie unterstützt und ihre Liebe fördert. Als Gnomeo nach diesem Treffen wieder in seinen Garten kommt, sieht er seine verzweifelte Mutter, die die zerstörte Pflanze seines verstorbenen Vaters betrauert. Während Gnomeo weg war, drangen Rote in den Garten ein und verwüsteten diesen.
Daraufhin wollen die Blauen Rache und Gnomeo erkennt, dass er nicht ablehnen kann, solange er sein Geheimnis nicht offenbart. Durch einen Tunnel erreicht er den roten Garten und will gerade die preisgekrönte Blumen der Roten besprühen, als er von seiner Julia entdeckt wird. Er flüchtet und erzählt Benny, dass er sein Attentat wegen einer defekten Sprühflasche nicht durchführen konnte. Als sich Gnomeo und Julia danach treffen, fangen sie einen Streit an, der nur von Featherstone mit den Worten unterbrochen wird, dass anderer Leute Hass ihre Liebe zerstöre. Sie entschuldigen sich beieinander und wollen sich gerade küssen. Allerdings werden sie von Benny abgelenkt, der sie dabei beobachtet und daraufhin flüchtet. Er läuft in eine Gasse und wird von Tybalt mit dessen Rasenmäher überrascht, der ihn damit auch gleich überfährt und dessen Zipfelmütze abschlägt. Gnomeo kommt zu Hilfe geeilt und kämpft mit Tybalt auf dessen Rasenmäher, bis dieser in eine Mauer kracht, wobei Tybalt zersplittert. Fawn zielt darauf mit einigen Steinen auf Gnomeo, während überraschenderweise Julia Gnomeo zur Hilfe eilt und ihn mit den Worten, dass sie ihn liebe, vor ihrer Familie beschützen will. Plötzlich kommt eine Joggerin vorbei und alle Gartenzwerge erstarren zu leblosen Objekten, während Gnomeo auf die angrenzende Straße gerät und zwischen den fahrenden Autos umherschleudert.
Nachdem die Joggerin weitergelaufen ist, glauben alle angesichts eines Scherbenhaufens auf der Straße, dass Gnomeo von einem Auto überfahren wurde. Julias Vater sieht den Schmerz seiner Tochter und klebt sie deswegen an einen Brunnen, weil er sie nicht genauso verlieren will wie ihre Mutter. Doch Gnomeo konnte überleben, indem er auf einen Truck kletterte. Die Fahrt endet in einem Park und Gnomeo klettert auf die Statue von William Shakespeare, dem er seine ganze Geschichte erzählt. Dieser antwortet ihm, dass es sich fast genauso anhöre wie seine eigene Geschichte Romeo und Julia und dass Gnomeo wohl auch ein trauriges Ende erleben werde.
Unterdessen kauft Benny online einen noch größeren Rasenmäher, um sich an den roten Gartenzwergen zu rächen. Doch dies geht im Endeffekt daneben, da er das meiste der beiden Gärten zerstört. Währenddessen hat es Gnomeo geschafft zurückzukehren und versucht, Julia vom Brunnen zu befreien, doch er scheitert. Sie fordert ihn auf zu gehen, doch er weigert sich und küsst sie. In diesem Moment kracht Bennys Rasenmäher in den Brunnen, zerstört ihn und befreit Julia. Alle glauben, dass Gnomeo und Julia nicht überlebt haben. Graf Zinnoberrot und Gräfin Blaublut realisieren, dass ihre Fehde für diese Katastrophe verantwortlich ist und beschließen einen Waffenstillstand. Da steigen beide unverletzt aus den Trümmern.
Der Film endet mit der Heirat von Gnomeo und Julia.

## Besetzung und Synchronisation
| Rolle (Original)                 | Sprecher            | Deutscher Sprecher      |
| -------------------------------- | ------------------- | ----------------------- |
| Gnomeo                           | James McAvoy        | Bürger Lars Dietrich    |
| Julia                            | Emily Blunt         | Maren Rainer            |
| Graf Zinnoberrot (Lord Redbrick) | Michael Caine       | Jochen Striebeck        |
| Tybalt                           | Jason Statham       | Ekkehardt Belle         |
| Gräfin Blaublut (Lady Blueberry) | Maggie Smith        | Anita Höfer             |
| William Shakespeare              | Patrick Stewart     | Peter Fricke            |
| Nanette                          | Ashley Jensen       | Anke Engelke            |
| Benny                            | Matt Lucas          | Bernhard Fleischmann    |
| Paris                            | Stephen Merchant    | Holger Ponik            |
| Fawn                             | Ozzy Osbourne       | Helmfried von Lüttichau |
| Featherstone                     | Jim Cummings        | Robert Missler          |
| Terrafirminator V.O.             | Hulk Hogan          | Thomas Albus            |
| Frau Montague                    | Julie Walters       | Eva Maria Bayerwaltes   |
| Herr Capulet                     | Richard Wilson      | Niels Clausnitzer       |
| Fishing Gnome                    | James Daniel Wilson | Nick Haferkorn          |

## Kritiken
„Unterhaltsamer Animationsfilm, der den ‚Romeo und Julia‘-Stoff ins Milieu zweier Spießergärten verlegt. Reizvoll dank der spielerisch gedoppelten Künstlichkeit des Sujets, vieler guter Ideen und der stimmigen 3D-Technik, wird der kriegerische Konflikt, der das Liebesglück torpediert, kindgerecht verniedlicht und nicht weiter hinterfragt.“

„Dass mit der Wandlung von der Tragödie zur Komödie der Geschichte ihr eigentliches Herz herausgerissen wird, bleibt […] ein Problem. […] Die Filmemacher weiden das Spießergarten-Setting zwar gründlich aus, aber der Herausforderung, das Herz des Publikums zu bewegen, steht schon das genuin begrenzte mimische Repertoire der fotorealistisch animierten Gartenzwerge entgegen.“

„Gnomeo und Julia betreibt nicht nur einmal Majestätsbeleidigung, wenn etwa die (sprechende) Shakespeare-Statue im anliegenden Park eine Ladung Vogel-Kot abbekommt, auch in vielen weiteren Sequenzen scheint der Anarcho-Humor […] immer wieder durch […]. Selten hat Shakespeare so viel Spaß gemacht wie bei diesem zünftigen, natürlich nicht ganz ernst zu nehmendem Zipfelmützenmassaker mit 100-prozentiger Happy End Garantie“

## Veröffentlichung
Nachdem der Film bereits am 23. Januar 2010 seine Weltpremiere feierte, war sein offizieller US-amerikanischer Kinostart am 11. Februar 2011. Seitdem konnte er weltweit 189 Mio. US-Dollar, davon 99,96 Mio. US-Dollar in den USA einspielen. In Deutschland startete er am 24. März 2011 und wurde von 399.839 Kinobesuchern gesehen. Die DVD-Veröffentlichung war anschließend am 4. August 2011.

## Auszeichnungen
Golden Globe Awards 2012
- Nominierung in der Kategorie „Bester Filmsong“ für „Hello Hello“ von Elton John und Bernie Taupin

## Trivia
Im Film gibt es zusätzlich zu Romeo und Julia, auf dem der Film basiert, einige Anspielungen auf Shakespeares Stücke. So befindet sich auf der Pinnwand im alten Gartenschuppen eine Eintrittskarte zur Komödie Was ihr wollt. Die Umzugsfirma wird von Rosenkranz und Güldenstern betrieben, zwei Figuren aus Hamlet. Julia wird mit speziellem Kleber auf ihrem Sockel festgeklebt. Der Kleber wird Kleber der Zähmung genannt, eine Anspielung auf Der Widerspenstigen Zähmung. Die Hausnummern der verfeindeten Nachbarn sind „2B“ und „Not 2B“ – eine Anspielung auf „To be or not to be“. Auch kommt Shakespeare selbst zu Wort, seine Statue erzählt Gnomeo das tragische Ende von Romeo und Julia. Außerdem spielt der Film in Stratford-upon-Avon, wo Shakespeare geboren wurde, lebte und auch starb.
Der pinke Gartenflamingo heißt Featherstone – eine Anspielung auf Donald Featherstone, den Erfinder der Gartenflamingos, die in vielen Gegenden der USA ein beliebter Vorgartenschmuck sind.

## Fortsetzung
2018 erschien die Fortsetzung Sherlock Gnomes, die inhaltlich und stilistisch jedoch nur wenig mit dem ersten Film gemeinsam hat und deutlich negativere Kritiken bekam.